# Fritz Schwarz (Rechtshistoriker)
Fritz Schwarz (* 16. Juli 1905 in Danzig; † 21. November 1974 in Marburg) war ein deutscher Rechtshistoriker.
Von 1924 bis 1930 studierte er an der Friedrich-Wilhelms-Universität zu Berlin Jura und von 1930 bis 1932 Klassische Philologie und Vergleichende Sprachwissenschaft. Er wurde Mitglied in der NSDAP. Nach der Promotion 1932 bei Eduard Norden in Berlin zum Dr. phil., der Promotion 1943 bei Paul Koschaker ebenda zum Dr. iur. und der Habilitation 1950 in Münster lehrte er von 1955 bis 1961 als Professor für römisches und deutsches bürgerliches Recht und internationales Privatrecht in Mainz und von 1961 bis 1970 als Professor an der Universität Marburg.

## Schriften (Auswahl)
- De Scuto quod fertur Hesiodi. Quaestiones ad compositionem et dicendi genus maxime pertinentes. Berlin 1932, OCLC 9768979.
- Die Grundlage der Condictio im klassischen römischen Recht. Münster 1952, OCLC 470184387.
- als Herausgeber mit Max Kaser: Die Interpretatio zu den Paulussentenzen. Köln 1956, OCLC 868522014.
- Römische Rechtsgeschichte. Ein Studienbuch. München 1970, OCLC 714034771.